# Glossamia timika
Glossamia timika är en fiskart som beskrevs av Allen, Hortle och Samuel J. Renyaan 2000. Glossamia timika ingår i släktet Glossamia och familjen Apogonidae. Inga underarter finns listade i Catalogue of Life.